# Tom Clancy's Ghost Recon 2
Tom Clancy's Ghost Recon 2 è un videogioco sparatutto in prima persona tattico sviluppato dalla Ubisoft e facente parte della serie Ghost Recon.

## Trama
Durante un pattugliamento nel mare del Giappone, una nave da ricognizione americana viene attaccata da un missile balistico nordcoreano che ne decreta l'affondamento. Per indagare sull'avvenimento, il Presidente degli Stati Uniti d'America decide di inviare una squadra speciale dello U.S. Army, nome in codice Ghost, ad indagare sotto copertura in territorio nordcoreano. Ben presto la squadra si troverà coinvolta in un conflitto totale che coinvolge Stati Uniti d'America e Corea del Sud da una parte e Corea del Nord dall'altra.

## Modalità di gioco
Il gioco mette il giocatore a capo dell'unità di infiltrazione Ghost in territorio nemico. Non sarà possibile passare da un soldato all'altro, ma sarà invece consentito impartire ordini ai vari soldati ai fini di ottenere la migliore strategia di infiltrazione possibile.
Oltre alla modalità principale esiste la sfida Lupo solitario, in cui si interpreterà un infiltrato in solitaria dell'unita Ghost armato del prototipo XM29.
Esiste inoltre una modalità online dispiegata su dieci mappe e tre modalità: Ultimo uomo, assalto e supremazia.

## Accoglienza
Molto criticata è stata l'intelligenza artificiale sia dei propri compagni di squadra che quella dei soldati avversari, i quali si ritrovano entrambi in situazioni di scontro a fuoco poco realistiche. Anche la grafica, il livello di difficoltà, la scarsa longevità delle missioni, i bug della modalità online e l'impatto dei proiettili sullo scenario sono stati poco elogiati, mentre le esplosioni, alcuni effetti particellari, la varietà delle situazioni di gioco e la visuale annebbiata in conseguenza dei colpi subiti sono stati giudicati positivamente. Responsi positivi sono stati dati anche per il doppiaggio, la cura cinematografica dei filmati, la visuale in terza persona e l'accuratezza della trama.
La rivista Play Generation lo classificò come il terzo gioco con il packshot più orripilante tra quelli usciti su PlayStation 2.